# عمر الحريري (سياسي)
عمر الحريري (1944 - 2 نوفمبر 2015) هو لواء سابق في الجيش الوطني الليبي وشخصية بارزة في المجلس الوطني الانتقالي في ليبيا. وشغل منصب وزير الشؤون العسكرية في عام 2011. أحيل الحريري للتقاعد سنة 2013 هو و400 ضابط كان من ضمنهم خليفة حفتر وصقر الجروشي.

## حياته
التحق الحريري بالكلية العسكرية عام 1964 وتخرج منها عام 1966 بدرجة ممتاز برتبة ملازم في الجيش الليبي. انضم إلى تنظيم الضباط الأحرار يوم 21 ديسمبر 1964 واستمر عضواً فعالاً في التنظيم إلى أن قامت الثورة عام 1969. أوكلت له مهمة اعتقال ملك البلاد وكان موجوداً حينها في اليونان وكان ولي العهد في البلاد.
تسارعت الأحداث بعد الثورة وذهب في دورة للأركان وبعد عودته عُيّن آمرا للواء التاسع المدرع ولمنطقة طبرق العسكرية. عُيّن في يناير 1972 محافظاً لمنطقة الجبل الأخضر. في أبريل 1974 عُيّن أميناً عاماً لمجلس الوزراء. في عام 1975 اشترك في الحركة التي سميت حركة العمرين (عمر الحريري وعمر المحيشي) ولم يكتب لها النجاح حيث هرب المحيشى وأودع الحريري ورفاقه السجن.